# Australische Badmintonmeisterschaft 2020
Die Australische Badmintonmeisterschaft 2020 fand vom 26. bis zum 29. Februar 2020 in Launceston statt. 

## Sieger und Platzierte
| Disziplin    | Gold                           | Silber                        | Bronze                      |
| ------------ | ------------------------------ | ----------------------------- | --------------------------- |
| Herreneinzel | Lin Yingxiang                  | Jacob Schueler                | Rio Agustino                |
| Herreneinzel | Lin Yingxiang                  | Jacob Schueler                | Nathan Tang                 |
| Dameneinzel  | Wendy Chen                     | Tiffany Ho                    | Li Jianqiao                 |
| Dameneinzel  | Wendy Chen                     | Tiffany Ho                    | Louisa Ma                   |
| Herrendoppel | Lim Ming Chuen Pham Tran Hoang | Simon Leung Mitchell Wheller  | Lin Yingxiang Teoh Kai Chen |
| Herrendoppel | Lim Ming Chuen Pham Tran Hoang | Simon Leung Mitchell Wheller  | Shubham Kumar Ricky Tang    |
| Damendoppel  | Victoria He Angela Yu          | Wendy Chen Gronya Somerville  | Majan Almazan Kaitlyn Ea    |
| Damendoppel  | Victoria He Angela Yu          | Wendy Chen Gronya Somerville  | Tiffany Ho Li Jianqiao      |
| Mixed        | Lin Yingxiang Khoo Lee Yen     | Simon Leung Gronya Somerville | Ricky Tang Majan Almazan    |
| Mixed        | Lin Yingxiang Khoo Lee Yen     | Simon Leung Gronya Somerville | Bill Wang Deyanira Angulo   |